# 김도영 (영화 감독)
김도영(1970년 11월 5일 ~ )은 대한민국의 배우 출신 영화 감독이다. 연극과 영화 분야에서 배우로 오랫동안 활동하며 2009년 영화 《어떤 개인 날》의 주인공 보영 역으로 부산영화평론가협회상 여자신인상을 수상했다. 각본과 연출을 맡은 단편영화 〈자유연기〉로 제20회 서울국제여성영화제에서 아시아단편경쟁 부문 작품상과 관객상, 제17회 미쟝센 단편영화제 관객상을 수상했다. 2019년 《82년생 김지영》으로 장편 영화 감독으로 데뷔했다.

## 경력
한양대학교 연극영화과를 졸업한 뒤 연극과 영화, 드라마에 배우로 활동했다. 동 대학원에서 연극학 박사 학위를 취득하였고 틈틈이 단편영화를 연출했다. 첫 아이 임신을 계획하며 잠시 연극을 쉬었던 시기인 2012년 첫 단편 영화 〈가정방문〉을 만들어 미쟝센단편영화제에 출품했고, 박사 과정 중에 만든 두 번째 작품 〈낫씽〉(2014)으로 DMC단편영화페스티벌 관객상을 받았다. 영화 연출로 관심이 기울자 2017년 한국예술종합학교 전문사에 영화연출 전공으로 재입학했다. 2018년 경력단절된 배우가 오디션에 도전하는 내용을 다룬 세 번째 단편 〈자유연기〉로 미쟝센영화제 최우수작품상과 관객상을 받았다. 이후 소설 원작 영화 《82년생 김지영》의 감독으로 내정되었다.

## 작품 활동

### 영화 감독
| 연도 | 영화          | 역할 | 역할 |
| 연도 | 영화          | 감독 | 각본 |
| ---- | ------------- | ---- | ---- |
| 2012 | 가정방문      | 예   | 예   |
| 2014 | 낫씽          | 예   |      |
| 2018 | 자유연기      | 예   | 예   |
| 2019 | 낙타들        | 예   |      |
| 2019 | 82년생 김지영 | 예   |      |

### 영화 출연 (연기 활동)
| 연도 | 작품                        | 배역                    |
| ---- | --------------------------- | ----------------------- |
| 2000 | 집                          |                         |
| 2002 | 오아시스                    | 무전취식 음식점주인여   |
| 2002 | 추석                        | 작은며느리              |
| 2003 | 플라스틱 트리               | C미용실조수2            |
| 2004 | 인형사                      | 재원                    |
| 2005 | 말아톤                      | 정신과 여의사           |
| 2006 | 좋지 아니한家               | 영어선생님              |
| 2007 | 리튼                        | 작가 역                 |
| 2007 | 슈퍼맨이었던 사나이         | 폭력 여                 |
| 2007 | 다시                        |                         |
| 2007 | 여기보다 어딘가에           | 미리                    |
| 2007 | 원스 어폰 어 타임           | 여시인                  |
| 2008 | 어떤 개인 날                | 보영                    |
| 2009 | 키친                        | 갤러리 큐레이터         |
| 2009 | 홍길동의 후예               | 효정                    |
| 2010 | 참을 수 없는                | 편집장                  |
| 2011 | 완득이                      | 세계사 선생님           |
| 2011 | 세상에서 가장 아름다운 이별 | 수간호사                |
| 2012 | 화차                        | 박명신                  |
| 2012 | 내 아내의 모든 것           | 나이사 부인             |
| 2013 | 더 웹툰: 예고살인           | 서미숙                  |
| 2014 | 김치                        |                         |
| 2014 | 4등                         | 국밥집주인              |
| 2014 | 간신                        | 주모                    |
| 2017 | 살아남은 아이               | 준영엄마                |
| 2018 | 캣데이 애프터눈             | A/S센터 자동응답 목소리 |
| 2020 | 욕창                        | 강지수                  |

### 드라마 출연
| 연도 | 방송사 | 작품                               | 역할               |
| ---- | ------ | ---------------------------------- | ------------------ |
| 2012 | KBS2   | KBS 드라마 스페셜 - 또 한번의 웨딩 | 웨딩업체 회사 사장 |

### 연극 출연
| 연도 | 작품                 | 역할          |
| ---- | -------------------- | ------------- |
| 2012 | 러브레터             | 멜리사        |
| 2014 | 베키 쇼              | 수잔 슬레이터 |
| 2015 | 가라테 빌리 돌아오다 | 로지타 니켄   |

## 수상
| 연도 | 상                                             | 부문                  | 작품          | 결과 | 출처  |
| ---- | ---------------------------------------------- | --------------------- | ------------- | ---- | ----- |
| 2009 | 제10회 부산영화평론가협회상                    | 여자신인상            | 어떤 개인 날  | 수상 |       |
| 2018 | 제17회 미쟝센 단편영화제                       | 관객상                | 자유연기      | 수상 | [ 3 ] |
| 2018 | 제20회 서울국제여성영화제                      | 아시아단편경쟁 관객상 | 자유연기      | 수상 |       |
| 2019 | 제8회 대한민국 베스트 스타상(한국영화배우협회) | 베스트 신인 감독상    | 82년생 김지영 | 수상 |       |
| 2020 | 제56회 대종상                                  | 신인감독상            | 82년생 김지영 | 후보 |       |
| 2020 | 제56회 백상예술대상                            | 영화부문 신인감독상   | 82년생 김지영 | 수상 | [ 4 ] |
| 2020 | 제25회 춘사영화제                              | 신인감독상            | 82년생 김지영 | 수상 |       |
| 2020 | 제28회 부일영화상                              | 최우수감독상          | 82년생 김지영 | 후보 |       |
| 2020 | 제41회 청룡영화상                              | 최우수작품상          | 82년생 김지영 | 후보 |       |
| 2020 | 제41회 청룡영화상                              | 신인감독상            | 82년생 김지영 | 후보 |       |